# Ghost Stories (album de Blue Öyster Cult)
Albums de Blue Öyster Cult
The Symbol Remains
(2020)
Singles
1. So Supernatural (promo)
Sortie : avril 2024

Ghost Stories est le seizième et dernier album studio du groupe de hard rock américain Blue Öyster Cult. Il est sorti le 12 avril 2024 sur le label Frontiers Records et est produit par Richie Castellano et Steve Schenck.

## Historique
Cet album est composé de chansons que le groupe a enregistré sur une période allant de 1978 à 1983, seule exception, If I Feel qui a été enregistrée en 2016.
Cet album comprend la seule version studio que le groupe a enregistré pour les chansons Kick Out the Jams (reprise de MC5) et We Gotta Get out of This Place (reprise des Animals). Ces deux titres ont fait partie de la setlist du groupe lors des tournées et ont retrouver leur version "live" sur l'album Some Enchanted Evening (1978).
Cet album est annoncé comme l'album qui clôt la carrière discographique du groupe, du moins pour les albums studios. Il entre dans quelques classements européens Allemagne # 94, France # 132 , Suisse # 36 ...) mais pas dans ceux du Billboard Magazine américain.

## Liste des titres
| No  | Titre                                                   | Auteur                                         | Durée |
| --- | ------------------------------------------------------- | ---------------------------------------------- | ----- |
| 1.  | Late Night Street Fight                                 | Eric Bloom, Joe Bouchard                       | 3:26  |
| 2.  | Cherry                                                  | Donald Roeser, Bruce Abbott                    | 2:38  |
| 3.  | So Supernatural                                         | Joe Bouchard                                   | 5:55  |
| 4.  | We Gotta Get out of This Place (reprise de The Animals) | Barry Mann, Cynthia Weil                       | 3:58  |
| 5.  | Soul Jive                                               | Albert Bouchard, Patti Smith                   | 2:58  |
| 6.  | Gun                                                     | Joe Bouchard, Helen Robbins                    | 4:27  |
| 7.  | Shot in the Dark                                        | Albert & Caryn Bouchard                        | 3:26  |
| 8.  | The Only Thing                                          | Albert Bouchard                                | 4:04  |
| 9.  | Kick Out the Jams (reprise de MC5)                      | Davies, Kramer, "Sonic" Smith, Thompson, Tyner | 2:22  |
| 10. | Money Machine                                           | Joe Bouchard                                   | 2:43  |
| 11. | Don't Come Running To Me                                | Bloom, Greg Winter                             | 3:27  |
| 12. | If I Feel (reprise des Beatles)                         | John Lennon, Paul McCartney                    | 2:16  |

## Musiciens
- Eric Bloom : chant, guitare
- Albert Bouchard : chant, batterie
- Joe Bouchard : chant, basse, claviers, guitare
- Allen Lanier : claviers, guitare
- Donald "Buck Dharma" Roeser : chant, guitare solo
- Richie Castellano : chant, guitare, claviers
- Rick Downey : batterie (3 et 11)
- Kasim Sulton : chant (12)
- Jules Radino : percussions (12)

## Classements
| Pays                                   | Durée du classement | Meilleur classement | Date          |
| -------------------------------------- | ------------------- | ------------------- | ------------- |
| Allemagne (GfK Entertainment)          | 1 semaine           | 94e                 | 26 avril 2024 |
| France (SNEP)                          | 1 semaine           | 132e                | 13 avril 2024 |
| Royaume-Uni (Independent albums chart) | 1 semaine           | 23e                 | 19 avril 2024 |
| Suisse (Schweizer Hitparade)           | 1 semaine           | 36e                 | 21 avril 1994 |